# Konventionelle Landwirtschaft
Konventionelle Landwirtschaft ist die aus der traditionellen Landwirtschaft entstandene herkömmliche Wirtschaftsweise, die unter Anwendung der von der Agrarwissenschaft empfohlenen Produktionsverfahren Nahrungs- und Futtermittel erzeugt. Sie ist in Industrie- und Schwellenländern die bei weitem häufigste Wirtschaftsweise in der Landwirtschaft und damit der größte Bestandteil des Primären Wirtschaftssektors. Sie ist eingebettet in ein komplexes System von Lieferanten-Kunden-Beziehungen innerhalb des Systems des Agribusiness. Da der Begriff „konventionelle Landwirtschaft“ erst mit dem Entstehen „alternativer“ Wirtschaftsformen aufkam und meist von deren Verfechtern verwendet wird, ist er teilweise negativ besetzt.

## Merkmale
Die konventionelle Landwirtschaft setzt im Ackerbau neben der üblichen Fruchtfolge die von den zuständigen Behörden zugelassenen Saatgutsorten, Düngemittel und Pflanzenschutzmittel ein. Durch den kombinierten Einsatz verschiedener Pflanzenbausysteme und Pflanzenschutzmaßnahmen sollen höchstmögliche Ernteerträge erzielt werden. Der Integrierte Pflanzenbau mit der Berücksichtigung von Schadschwellen zur Minimierung des Betriebsmitteleinsatzes ist in der konventionellen Landwirtschaft inzwischen oft Standard.
In der Viehhaltung ist eine zunehmende Tendenz zur Spezialisierung und Erhöhung der Herdengröße zu beobachten, insbesondere in der Milchwirtschaft. Der Trend zur Spezialisierung ist bei konventionellen Betrieben stärker ausgeprägt als in der alternativen Landwirtschaft. Mischbetriebe, die sowohl Ackerbau als auch Viehzucht betreiben, kaufen meist einen Teil des Kraftfutters (z. B. Sojaschrot, Getreide) zu. 
In einigen auf die Massentierhaltung spezialisierten Betrieben werden hingegen ausschließlich zugekaufte Futtermittel verfüttert. Eine solche Industrielle Landwirtschaft wird oft der Konventionellen Landwirtschaft zugerechnet, sie ist aber nicht typisch für die Mehrzahl der Betriebe in Europa.
In Deutschland wirtschafteten 2012/2013 etwa 92,5 % der landwirtschaftlichen Betriebe konventionell, in Österreich und der Schweiz sind es etwa 85 %.

## Abgrenzung und Grundsätze
Die integrierte Produktion oder auch nachhaltige Landwirtschaft ist eine Form der konventionellen Landwirtschaft, bei der versucht wird, den Einsatz von Pflanzenschutz- und Düngemitteln zu reduzieren. Alternative Bewirtschaftungsmethoden sind beispielsweise die Ökologische Landwirtschaft, die Biologisch-dynamische Landwirtschaft oder die Permakultur.
Staatliche Regelungen gibt es durch das Agrarrecht und zum Beispiel durch die EU-Verordnungen. 
Konventionell arbeitende Landwirte müssen sich nicht an die Richtlinien des Öko-Landbaus halten. Für die Umweltverträglichkeit ihrer Produktionsweise gelten jedoch die jeweiligen gesetzlichen Vorschriften. Im deutschen Landwirtschaftsrecht gibt es den Begriff der „guten fachlichen Praxis“, beispielsweise im Düngemittelgesetz. In der Schweiz gilt ein sogenannter Ökologischer Leistungsnachweis (ÖLN) als Mindeststandard für die Landwirtschaft.

## Probleme des offenen Systems
Der Stoffkreislauf in der Landwirtschaft kann in fünf Komponenten gegliedert werden: Saatgut, Pflanzenbau, Futtermittel, Tierhaltung und Düngung. Diese Komponenten bilden im Idealfall einen geschlossenen Kreislauf.
In der konventionellen Landwirtschaft kann der geschlossene Kreislauf an verschiedenen Stellen durchbrochen sein, so dass ein teilweise „Offenes System“ entsteht. Im Pflanzenbau können Kunstdünger und chemisch-synthetische Pflanzenschutzmittel eingesetzt werden. Die Futtermittel müssen bei der konventionellen Landwirtschaft nicht selbst erzeugt werden, sondern können als Kraftfutter zugekauft werden. Das Vieh wird durch Spezialisierung bei der Zucht und Mast zunehmend in Großbetrieben gehalten, was die sinnvolle Verwendung des dabei anfallenden Wirtschaftsdüngers erschwert. Die so entstehenden Überschüsse an Gülle müssen über den Nährstoffbedarf des Bodens hinaus auf die Felder ausgebracht werden, teilweise müssen für die Gülle-Entsorgung weitere Flächen angepachtet werden.
Die Probleme der konventionellen Landwirtschaft sind seit Ende der 1960er Jahre weitgehend bekannt, wenn auch sie zunächst in der Umweltdebatte nur eine untergeordnete Rolle spielten. Zwar kam es seitdem durch politische Eingriffe zu einer Verbesserung der ökologischen Lage in den westlichen Ländern, von einer Entwarnung kann jedoch nicht gesprochen werden.